# موكسيبريل
هيدروكلوريد موكسيبريل Moexipril موكسيبريل مثبط تنافسي للإنزيم المحول للأنجيوتنسين، يمنع تحويل الأنجيوتنسين الأول للأنجيوتنسين الثاني، وهو يسبب تضيق الأوعية الدموية وبالتالي تثبيط الأنجيوتنسين الثاني يسبب استرخاء الأوعية الدموية ونقصان الضغط. موكسيبريل يسبب تناقص ضغط الدم، والاحتفاظ بالبوتاسيوم، وانخفاض إعادة امتصاص الصوديوم من خلال تثبيط الألدوستيرون. يُعطى الدَّواءُ في البداية بمقدار 7,5 ملغ/اليوم عن طَريق الفَم (في المرضى الذين لا يستعملون المدرَّات)، قبل الطعام بساعة، أو 3,75 ملغ مرَّةً باليوم (بالمشاركة مع المدرَّات الثيازيديَّة). وتبلغُ جرعةُ الصِّيانة 7,5-30 ملغ/اليوم على دفعة أو دفعتين قبلَ الطعام بساعة.
- الصيغة الكيميائية الجزيئية C27H34N2O7
- اشكال الدواء أقراص : 7.5 مغ، 15 مغ
- الكتلة الجزيئية النسبية(غم /مول) 498.568 غرام/مول

## الإستعمالات
- علاج ارتفاع ضغط الدم وحده أو بالاشتراك مع مدرات البول الثيازيدية
- علاج اختلال البطين الأيسر بعد احتشاء عضلة القلب؛

## موانع الاستعمال
- فرط الحساسية لهذا الدواء أو لأي من مثبطات الانزيم المحول أنجيوتنسين الأخرى .
- وذمة وعائية (تاريخ تورم في الوجه والشفاه أو اللسان) لم يعرف له سبب، أو الناجمة عن تعاطي
- الأدوية السابقة لمثبطات الانزيم المحول أنجيوتنسين.
- المرضى الذين يعانون من وذمة وعائية مجهولة السبب أو وراثية.
- الحمل.

## الاحتياطات
- انخفاض ضغط الدم / الإغماء :بعض الناس قد يشعرون بالدوار الناجم عن انخفاض في ضغط الدم خلال الأيام القليلة الأولى من تناول هذا الدواء وعلى وجه الخصوص في الأول. لهذا السبب، يفضل أن تؤخذ الجرعة الأولى عند النوم
- يجب أن تأخذ الجرعة الأولى من هذا الدواء تحت إشراف طبي في المستشفى للمرضى الذين عمرهم أكثر من 70عاما، يعانون من انخفاض ضغط الدم، وارتفاع ضغط الدم الشديد، وانخفاض مستويات سوائل أو الملح في الدم (على سبيل المثال بسبب الجفاف ) ، قصور القلب غير المستقر، ومشاكل في الكلى، أو تناول جرعات عالية من أدوية مدرة للبول وأدوية مدرة للبول متعددة، أو بعض الأدوية الأخرى التي تمدد الأوعية الدموية.
- على الرغم من خفض الجرعة قد تكون ضرورية، انخفاض ضغط الدم ليست سببا لوقف استخدام مثبط مثبطات الانزيم المحول أنجيوتنسين في المستقبل وخصوصا في المرضى المصابين بقصور في القلب حيث انخفاض في ضغط الدم الانقباضي هو تأثير مرغوب فيه.
- يجب تجنب القيام بمهام خطرة مثل قيادة السيارة أو تشغيل ماكينات. إذا كنت تشعر بالدوار كثيرا

الكحول قد يعزز تأثير خفض ضغط الدم من هذا الدواء، والتي يمكن أن تزيد من الدوار، وربما تزيد من خطر الإغماء.
- الوذمة الوعائية : في أي وقت خلال فترة العلاج (خصوصا بعد الجرعة الأولى) وذمة وعائية قد تحدث، في حال واجه المريض صعوبة في التنفس أو البلع، أو تورم وجهك، والشفتين واللسان والحلق واليدين والقدمين أو الكاحلين أثناء تناول هذا الدواء يجب إخبار الطبيب . و يمنع استخدام هذا الدواء في المرضى الذين يعانون من وذمة وعائية سابقة مرتبطة بالعلاج بمثبطات الانزيم المحول أنجيوتنسين.
- يجب رصد ضغط الدم ووظائف الكلوي وكمية البوتاسيوم في الدم ( فهذا ابدواء قد يسبب زيادة مستويات البوتاسيوم لدى بعض المرضى ) بانتظام عند أخذ هذا الدواء.
- السعال: السعال الجاف قد ينتج عند استخدام مثبطات الانزيم المحول أنجيوتنسين، ويحدث عادة في غضون الأشهر القليلة الأولى من العلاج، وينبغي ويتوقف في غضون 1-4 أسابيع بعد التوقف عن تناول مثبطات الانزيم المحول أنجيوتنسين . وينبغي النظر في الأسباب الأخرى للسعال (على سبيل المثال، احتقان الرئة في المرضى المصابين بقصور في القلب) واستبعادها قبل التوقف عن تناول هذا الدواء.
- يستخدم بحذر في الحالات التالية :

المسنين.
الأطفال.
تراجع وظائف الكلى.
تضييق الشرايين التي تمد الدم إلى الكليتين (تضيق الشريان الكلوي)
انخفاض حجم السوائل في الجسم، على سبيل المثال بسبب العلاج مدر للبول، وانخفاض حمية والملح، وغسيل الكلى والاسهال والتقيؤ والجفاف.
مرضى تصلب الشرايين
تضييق الشريان الرئيسي في الجسم (تضيق الشريان الأورطي)
تضييق واحد من الصمامات في القلب (الصمام المترالي)
عضلة القلب الضخامي الانسدادي
مرض السكري.
الأمراض التي تؤثر في النسيج الضام، تصلب الجلد مثل الذئبة الحمراء أو التهاب المفاصل الروماتيزمية.
- المرأة الحامل : لا يجب اعطائه للمرأة الحامل، يؤثر على الجنين
- المرأة المرضعة : يفرز مع حليب الام، يجب تجنبه .

## الأعراض الجانبية
- انخفاض ضغط الدم[7]
- الدوخة.
- سعال جاف.
- ضيق في التنفس.
- اضطرابات الأمعاء مثل الإسهال والإمساك والتقيؤ والغثيان أو ألم في البطن.
- تساقط الشعر.
- اضطرابات النوم.

## التداخلات الدوائية
- إذا كنت تتناول أي من الأدوية التالية أخبر الطبيب أو الصيدلاني، فقد تحتاج إلى تعديل الجرعة أو إجراء فحوصات معينة:
- حاصرات الالدوستيرون (على سبيل المثال، إبرليرينون)
- ألسيكرين
- مضادات مستقبلات أنجيوتنسين II (على سبيل المثال، فالسارتان)
- كابسايسين.
- سيميتيدين.
- كلوزابين.
- مدرات البول.
- إيفروليميس
- أملاح الذهب ( أوروثيومالات الصوديوم)
- أملاح الحديد بالحقن ( ديكستران الحديد)
- أملاح الليثيوم
- حلقة مدرات البول
- مضادات الالتهاب اللاستيرويدية (مثل اندوميثاسين) ، الساليسيلات (مثل الاسبرين)
- بيرغوليد
- الفينوثيازين
- مكملات البوتاسيوم أو مدرات البول التي تحفظ البوتاسيوم (على سبيل المثال، سبيرونولاكتون)
- السلفونيل يوريا (مثل غليبوريد)
- مدرات البول الثيازيدية (على سبيل المثال، كلوروثيازيد)
- تيزاندين
- التريميثوبريم

## التخزين
يحفظ في درجة حرارة الغرفة، بعيدا عن الرطوبة الشديدة والحرارة الشديدة وعن متناول الأطفال .